# 里阿角
71°53′S 68°48′W / 71.883°S 68.800°W
里阿角（英語：Rhea Corner）是南極洲的地區，位於亞歷山大一世島東南部，處於土星冰川北岸，由英國南極名稱諮詢委員命名，現時由南極條約體系管理。